# Decesul și funeraliile de stat ale lui Iosip Broz Tito
Iosip Broz Tito, care a deținut funcțiile de președinte al Iugoslaviei și președinte al Ligii Comuniștilor din Iugoslavia, a murit la 4 mai 1980 din cauza unei boli prelungite. Funeraliile sale de stat au fost organizate patru zile mai târziu, pe 8 mai, la care au luat parte un număr semnificativ de șefi de stat din țările occidentale, răsăritene și nealiniate din întreaga lume. Printre participanți se numărau patru regi, șase prinți, 22 de prim-miniștri, 31 de președinți și 47 de miniștri de externe. Per total 128 de țări din cele 154 de state membre ONU de la acea vremea au trimis reprezentanți. De asemenea, au fost prezenți delegați de la șapte organizații multilaterale, șase mișcări, patruzeci de partide politice.
Tito s-a îmbolnăvit tot mai rău în cursul anului 1979. A fost internat de două ori în Centrul Medical Universitar din Ljubljana, capitala RS Slovenia din cauza problemelor cu circulația sângelui la picioare. Piciorul stâng i-a fost amputat la scurt timp, din cauza blocajelor arteriale, și a murit de cangrenă la Centrul Medical din Ljubljana în data de 4 mai 1980 la ora 15:05, cu trei zile înainte să împlinească vârsta de 88 de ani. Trupul său neînsuflețit a fost adus cu Plavi voz („Trenul albastru”), trenul personal al lui Tito, și a fost expus în clădirea Parlamentului Iugoslaviei până la funeraliile sale.
Deoarece Tito a fost văzut ca figura centrală de unificare a diversităților culturale și religioase și a stopat conflictele etnice dintre națiunile din cadrul Iugoslaviei, moartea lui este considerată un factor important care a dus la dizolvarea și destrămarea statului iugoslav un deceniu mai târziu.